# رأس العیون
رأس العیون (به عربی: رأس العیون) یک شهرداری در الجزایر است که در استان باتنه واقع شده‌است.